# Трегер, Чарльз
Чарльз Трегер (англ. Charles Treger; 13 мая 1935, Детройт, Мичиган — 12 января 2023, Эйвон, Коннектикут) — американский скрипач.
Вырос в Детройте. Впервые выступил с концертом в 11-летнем возрасте. Учился в Консерватории Пибоди и в Эспенской школе музыки. В 1962 году стал победителем Международного конкурса скрипачей имени Венявского в Познани. Преподавал в Айовском университете (1961—1971), Школе музыки Харта и, с 1986 года, Массачусетском университете. Выступал вместе с пианистами Менахемом Пресслером и Андре Уоттсом.